# Amaka Okafor

Amaka Okafor

Sally Amaka Okafor (* in Birmingham) ist eine britische Schauspielerin. 

## Leben
Okafor trat erstmals 2008 als Schauspielerin in Erscheinung, seit 2014 ist sie regelmäßig in Film und Fernsehen zu sehen.
Bekanntheit im deutschsprachigen Raum erlangte sie vor allem durch ihre Darstellung der Polizistin Shahara Hasan in der 2023 veröffentlichten Netflix-Miniserie Bodies. Auch mehrere Charaktere in Videospielen wurden per Motion-Capturing-Verfahren durch sie verkörpert und von ihr synchronisiert.

## Filmographie
- 2020: The Split – Beziehungsstatus ungeklärt (The Split, Fernsehserie) als Chloe
- 2020: The Sandman (Netflix-Serie) als Nada
- 2020: Des (Serie) als Emily
- 2020: Vera (Serie) als Laura Whitelock
- 2021: Grace (Serie) als  Emma Jane Boutwood
- 2022: Upon the Edge als Zara
- 2022–2024: The Responder (Serie) als D.I. Deborah Barnes
- 2023: Greatest Days als Zoe
- 2023: Sweet Sue als Anita
- 2023: Bodies (Netflix-Serie) als Shahara Hasan[1][2]

## Videospiele
- 2021: Jurassic World Evolution 2 als Lily Halford
- 2022: Horizon Forbidden West als Ritakka
- 2024: Banishers: Ghosts of New Eden als Antea Duarte[3]